# Rabbi Matondo
 (décembre 2019).
Rabbi Matondo, né le 9 septembre 2000 à Liverpool, est un footballeur international gallois qui évolue au poste d'ailier au Rangers FC.

## Biographie

### En club
Formé à Cardiff City, Rabbi Matondo rejoint les équipes jeunes de Manchester City au cours de l'été 2016.
Le 30 janvier 2019, il s'engage pour quatre ans et demi avec Schalke 04. Le montant du transfert est estimé à 9 millions d'euros mais Manchester City possède une clause de rachat de 50 millions d'euros ainsi qu'une clause à la revente.
Le 2 février suivant, il participe à sa première rencontre avec l'équipe professionnelle en entrant en cours de jeu lors d'un match de Bundesliga contre le Borussia Mönchengladbach (défaite 0-2).
Le 28 septembre 2019, Matondo est titularisé pour la première fois de la saison 2019-2020 face au RB Leipzig. Il inscrit son premier but avec Schalke 04 au cours de ce match, que son club remporte 1-3.
En janvier 2021, il est prêté à Stoke City mais ne dispute que onze rencontres avec les Potters.
Au mercato d'été 2021, il débarque au Cercle Bruges KSV. Il inscrit 10 buts en 27 matchs toutes compétitions confondues en Belgique.
Le 12 juillet 2022, il quitte Schalke 04 pour rejoindre les Rangers, en Écosse.

### En sélection
Le 20 novembre 2018, Matondo honore sa première sélection avec l'équipe du pays de Galles à l'occasion d'un match amical contre l'Albanie (défaite 1-0).

## Statistiques
| Saison                | Club                     | Championnat           | Championnat | Championnat | Championnat | Coupe(s) nationale(s) | Coupe(s) nationale(s) | Coupe(s) nationale(s) | Compétition(s) continentale(s) | Compétition(s) continentale(s) | Compétition(s) continentale(s) | Compétition(s) continentale(s) | Pays de Galles | Pays de Galles | Pays de Galles | Total | Total | Total |
| Saison                | Club                     | Division              | M.          | B.          | P.d.        | M.                    | B.                    | P.d.                  | Comp.                          | M.                             | B.                             | P.d.                           | M.             | B.             | P.d.           | M.    | B.    | P.d.  |
| 2018-2019             | Schalke 04               | Bundesliga            | 7           | 0           | 0           | 1                     | 0                     | 0                     | C1                             | -                              | -                              | -                              | 3              | 0              | 0              | 11    | 0     | 0     |
| 2019-2020             | Schalke 04               | Bundesliga            | 20          | 2           | 0           | 1                     | 0                     | 0                     | -                              | -                              | -                              | -                              | 1              | 0              | 0              | 22    | 2     | 0     |
| 2020-2021             | Schalke 04               | Bundesliga            | 3           | 0           | 0           | -                     | -                     | -                     | -                              | -                              | -                              | -                              | 3              | 0              | 0              | 6     | 0     | 0     |
| Sous-total            | Sous-total               | Sous-total            | 30          | 2           | 0           | 2                     | 0                     | 0                     | -                              | 0                              | 0                              | 0                              | 7              | 0              | 0              | 39    | 2     | 0     |
| 2020-2021             | Stoke City (prêt)        | Championship          | 10          | 1           | 0           | 1                     | 0                     | 0                     | -                              | 0                              | 0                              | 0                              | 1              | 0              | 0              | 12    | 1     | 0     |
| Sous-total            | Sous-total               | Sous-total            | 10          | 1           | 0           | 1                     | 0                     | 0                     | -                              | -                              | -                              | -                              | 1              | 0              | 0              | 12    | 1     | 0     |
| 2021-2022             | Cercle Bruges KSV (prêt) | Jupiler Pro League    | 26          | 9           | 1           | 1                     | 1                     | 0                     | -                              | -                              | -                              | -                              | 3              | 0              | 0              | 30    | 10    | 1     |
| Sous-total            | Sous-total               | Sous-total            | 26          | 9           | 1           | 1                     | 1                     | 0                     | -                              | -                              | -                              | -                              | 3              | 0              | 0              | 30    | 10    | 1     |
| 2021-2022             | Rangers FC               | Premiership           | 20          | 0           | 4           | 1                     | 0                     | 0                     | C1                             | 7                              | 0                              | 0                              | -              | -              | -              | 28    | 0     | 4     |
| 2023-2024             | Rangers FC               | Premiership           | 14          | 3           | 2           | 3                     | 0                     | 0                     | C1+C3                          | 2+3                            | 1+0                            | 0+0                            | -              | -              | -              | 22    | 4     | 2     |
| Sous-total            | Sous-total               | Sous-total            | 34          | 3           | 6           | 4                     | 0                     | 0                     | -                              | 12                             | 1                              | 1                              | 0              | 0              | 0              | 50    | 4     | 7     |
| Total sur la carrière | Total sur la carrière    | Total sur la carrière | 100         | 15          | 7           | 8                     | 1                     | 0                     | -                              | 12                             | 1                              | 1                              | 11             | 0              | 0              | 131   | 17    | 8     |

## Controverse
Le 14 juillet 2020, il poste une photo sur un de ses réseaux social dans une salle de sport à Cardiff portant un maillot du Borussia Dortmund, club rival de Schalke 04, avant de la supprimer très rapidement. Ce geste provoque la colère des fans du club de Gelsenkirchen ainsi que de son directeur sportif Jochen Schneider : « J'ai dit très clairement au téléphone ce que je pensais d'une action aussi inconsidérée. Nous lui avons clairement dit qu'il devait montrer une bonne réaction face à sa mauvaise conduite, sur le terrain et en dehors. Rabbi Matondo n'a que 19 ans mais cela n'aurait quand même pas dû arriver. ».

## Palmarès
Rangers FC
- Scottish Premiership
  - Vice-champion : 2023.
  - Vainqueur de la Coupe de la Ligue écossaise en 2024